# Pierre Brun (sculpteur)
Pour les articles homonymes, voir Pierre Brun et Brun.
Pierre Brun (né le 10 août 1915 à Saint-Étienne, mort le 20 juin 2011 à Boissy-le-Châtel) est un sculpteur français,. Il ne faut pas le confondre avec Pierre Brun, homme politique français ni avec Louis Bertrand Pierre Brun de Villeret (1773-1845), militaire et homme politique français. 

## Biographie
Pierre Brun pratique le dessin et se penche tôt vers la peinture puis vers la sculpture. 
Pendant sa captivité lors de Seconde guerre mondiale, il réalise ses premières sculptures faites avec la glaise du camp. La Croix de guerre lui est attribuée à la libération.
Élève aux Beaux-Arts de Paris, il est présent au Salon des Tuileries Paris. en 1948, il expose au Salon Jeune Sculpture Musée Rodin. Il obtient le Prix National des Arts en 1949.
Au début des années 1950, il devient professeur de sculpture sur concours à l’école des Beaux Arts de Saint-Étienne et est  nommé professeur à l’école des arts appliqués de Paris.
En 1960, il est membre du jury à l’école des Beaux-Arts avec Giacometti.
Son œuvre est riche de plus d'un millier d'œuvres originales. Son travail est fait de sculptures et de peintures, et frôle parfois les limites de l'abstraction.
Artiste solaire il retranscrit souvent le bonheur à travers le corps féminin ;  artiste observateur, il traduit parfois le tragique et la condition humaine ;  artiste rêveur, il aime dégager l’humanité de ses pesanteurs.

## Salons et expositions
- 1962 : participe à la manifestation d’art contemporain de Sarlat (Dordogne) avec Bissière.
- 1978 – 1980 – 1983 : présent au Salon Comparaisons du Grand Palais à Paris.
- 1979 : présentation à la télévision par Michelle Sandrel.
- 1984 : exposition au salon d’automne, sociétaire.
- 1985 : exposition chez Régine Lussan, rue de l’Odéon à Paris.
- 1987 : inauguration du buste de Charles de Gaulle par Alain Pierrefitte à Coulommiers.
- 1988 : exposition au Grand Palais (figure pathétique du marbre) ; Médaille d’or au Salon des Artistes Français ; Chargé de cours aux ateliers municipaux  de Coulommiers ; Édition du livre de Pierre Brun Sculpteur (Éditions Porte du Sud (Michel BRIENT) texte de Jean Schelstraete).
- 2008 : est nommé pour la médaille vermeil de la Ville de Paris ; présent au salon The New Violet Prix Fondation Taylor ; expose au salon Art Capital au Grand Palais ; Médaille d’argent Société Nationale des Beaux Arts ; expose au Carrousel du Louvre.
- 2010 : Invité d'honneur à l'Automnale de Noiseau.

## Principales commandes publiques
- Pour les églises de Ajaccio, Gérardmer, Honfleur, Massy, Saint-Étienne, Tanger…
- Pour les universités de Bordeaux, Lille, Strasbourg…
- Pour les lycées de Loches, Le Mans, Saint-Étienne, Verrière-le-buisson…
- Pour le collège d'Egletons…